# Braća Marx
Braća Marx su bili američki komičari, koji su postali poznati kroz filmove i nastupe na televiziji. Njihovi nastupi su uvijek bili praćeni glazbom što je bila osnova svim pratećim komičarima.
Obitelj im je živila u Upper East Sideu New Yorka u jednom malom židovskom kvartu među Ircima, Nijemcima i Talijanima. Majka Minnie Schönberg (rođena: "Miene Schönberg") se doselila iz Dornuma/Njemačka, a otac Simon Marx iz Elzasa.
Kao Braća Marx nastupali su:
- Chico (Leonard Marx, 22. ožujka 1887. – 11. listopada 1961.)
- Harpo (Adolph Arthur Marx, 23. studenog 1888. – 28. rujna 1964.)
- Groucho (Julius Henry Marx, 2. listopada 1890. – 19. kolovoza 1977.)
- Gummo (Milton Marx, 23. listopada 1892. – 21. travnja 1977.)
- Zeppo (Herbert Marx, 25. veljače 1901. – 30. studenog 1979.)

(najstariji sin Manfred umro je još kao dijete, prije Chicovog rođenja)